# Phare de Punta Pezzo
Le phare de Punta Pezzo (en italien : Faro di Punta Pezzo) est un phare actif situé à Punta Pezzo sur le territoire de la commune de Villa San Giovanni (Province de Reggio de Calabre), dans la région de Calabre en Italie. Il est géré par la Marina Militare.

## Histoire
Le premier phare, mis en service en 1883, était une tour octogonale en pierre de 18 m de haut. Il a été détruit par le Séisme du 28 décembre 1908 à Messine. Il a été remplacé par des feux de signalisation beaucoup plus petits.
Le phare actuel a été construit en 1955, en prévision de la construction des lignes électriques aériennes sur le Détroit de Messine en 1957. Cela a été remplacé par un câble sous-marin à la fin des années 1990. Le phare est érigé au point le plus étroit du Détroit de Messine.
Il est entièrement automatisé et alimenté par le réseau électrique.

## Description
Le phare  est une tour cylindrique en béton de 23 m de haut, avec galerie et lanterne, au pignon d'une maison de gardien d'un étage. La tour est peinte en blanc avec deux larges et le dôme de la lanterne est gris métallique. Il émet, à une hauteur focale de 26 m, trois brefs éclats rouges de 0,2 seconde par période de 15 secondes. Sa portée est de 15 milles nautiques (environ 28 km) pour le feu principal et 13 milles nautiques (environ 24 km) pour le feu de veille.
Identifiant : ARLHS : ITA-139 ; EF-2720 - Amirauté : E1770 - NGA : 9720 .

## Caractéristiques dufeu maritime
Fréquence : 15 secondes (R-R-R)
- Lumière : 0,2 seconde
- Obscurité : 2,3 secondes
- Lumière : 0,2 seconde
- Obscurité : 2,3 secondes
- Lumière : 0,2 seconde
- Obscurité : 9,8 secondes

|                    |
| Détroit de Messine |

|             |
| Punta Pezzo |

### Lien connexe
- Liste des phares de l'Italie